# Арасіо (1937)
Арасіо (Arashio, яп. 荒潮) — ескадрений міноносець Імперського флоту Японії, який брав участь у Другій світовій війні.
Корабель, який став четвертим серед есмінців типу «Асасіо», спорудили у 1937 році на верфі Kawasaki в Кобе.
На момент вступу Японії до Другої світової війни «Арасіо» належав до 8-ї дивізії ескадрених міноносців, яка 2 грудня 1941-го прибула з Японії до Мако (важлива база ВМФ на Пескадорських островах у південній частині Тайванської протоки). 4 грудня «Арасіо» вийшов з Мако у складі охорони загону великих артилерійських кораблів (2 лінкори та 2 важкі крейсери) адмірала Кондо, що мав забезпечувати загальне прикриття сил вторгнення до Малаї та на Філіппіни. Це завдання есмінець виконував до 24 грудня, причому внаслідок сприятливого розвитку операції загін так і не вступив у бій (після виходу в море британських лінкорів HMS Prince of Wales та HMS Repulse сили Конде почали готуватись до перехоплення, проте для знищення ворога вистачило самої авіації).
31 грудня 1941-го «Арасіо» вийшов з Мако для супроводу Третього малайського транспортного конвою із 56 транспортів (всього для його охорони залучили 14 есмінців та легкий крейсер), що прямував до Сінгори (наразі Сонгкхла) в одній з найпівденніших провінцій Сіаму, неподалік від кордону британської Малаї. Втім, есмінець супроводжував транспорти лише на початковому етапі та 5 січня 1942-го прибув до Гонконгу (Третій малайський досягнув пункту призначення 8 січня).
11 січня 1942-го «Арасіо» разом з іншими кораблями своєї дивізії вийшов з Гонконгу для супроводу конвою з військами, що рушив до Давао (цей порт на півдні філіппінського острова Мінданао японський десант захопив ще 20 грудня). Надалі 8-му дивізію задіяли для наступу з півдня Філіппін на східну частину Нідерландської Ост-Індії.
29 січня 1942-го «Арасіо» та ще 11 есмінців тієї ж ескадри разом з флагманським кораблем — легким крейсером «Дзінцу» рушили зі стоянки Бангка для прикриття сил висадки на острів Амбон, десантування на який почалось у ніч проти 31 січня. Бої з союзними силами в цьому районі затягнулись на кілька діб і лише 3 лютого острів узяли під повний контроль.
6 лютого 1942-го «Арасіо» вийшов із затоки Старінг-Бей на південно-східному півострові острова Целебес із завданням супроводити транспорти з десантом для висадки у Макассарі на південно-західному півострові Целебеса (всього загін охорони включав 11 есмінців та легкий крейсер). Висадка в Макассарі успішно відбулася в ніч проти 9 лютого.
17 лютого 1942-го «Арасіо» та три інші есмінці дивізії вийшли з Макассару, забезпечуючи безпосередній супровід двох транспортів, що мали висадити десант на острові Балі. Крім того, легкий крейсер та 3 есмінці складали загін дистанційного прикриття. У ніч проти 19 лютого відбулась вдала висадка на південному сході острова, проте ворожа авіація змогла уразити транспорт «Сагамі-Мару». «Арасіо» разом з есмінцем «Мітісіо» відбули, супроводжуючи пошкоджене судно, тоді як два інші есмінці дивізії залишились чекати, коли розвантажиться другий транспорт. У ніч проти 20 лютого останні були атаковані ворожими кораблями й «Арасіо» та «Мітісіо» повернули їм на поміч та взяли участь у завершальній фазі зіткнення, відомого як бій в протоці Бадунг. Участь «Арасіо» в бою виявилась доволі обмеженою, зате після цього йому довелось узяти на буксир важко пошкоджений «Мітісіо». Унаслідок останнього зворотний відхід залучених до операції кораблів затягнувся, що дало змогу ворожій авіації здійснити кілька нальотів у денний період. Втім, «Арасіо» під охороною двох есмінців (один з них належав до загону дистанційного прикриття, який після бою приєднався до 8-ї дивізії) вдалось того ж 20 лютого довести «Мітісіо» до Макассару.
Враховуючи важкі пошкодження двох есмінців дивізії (в бою при Балі також сильно постраждав «Осіо»), її не залучили до операції з вторгнення на схід Яви, яка відбулась наприкінці лютого 1942-го. У березні «Арасіо» пройшов із Макассару до Йокосуки, куди прибув 25 числа. В Японії есмінець провів місяць, а 24 квітня разом з іншим боєздатним кораблем 8-ї дивізії рушив на південь до району Маніли, в околицях якої ще тримався американський гарнізон. Тут кораблі взяли участь у операції з блокади та захоплення Коррехідору — острівної фортеці на вході до Манільської бухти, яка впала 6 травня. 13 травня есмінці рушили до Куре.
22—26 травня 1942-го «Арасіо» та інший есмінець дивізії «Асасіо» супроводили 4 важкі крейсери з Куре до Гуаму (Маріанські острови), звідки цей загін невдовзі вирушив у межах мідвейської операції, маючи завдання забезпечувати дистанційне прикриття транспортів з військами. 4 червня японське ударне авіаносне з'єднання зазнало катастрофічної поразки в битві при Мідвеї, що призвело до скасування операцію. В цей же день два важкі крейсери, які перебували під охороною 8-ї дивізії, зіткнулись та отримали пошкодження, що змусило їх повертатись на базу із зменшеною проти звичайного швидкістю. «Арасіо» та інший есмінець склали супровід «Могамі» та «Мікума» (двом іншим важким крейсерам, що пішли вперед, виділили додатковий ескорт), при цьому загін ще кілька діб перебував у радіусі дії ворожої авіації. 6 червня під час чергового нальоту «Арасіо» був уражений бомбою, внаслідок чого загинуло 37 осіб. Втім, есмінець зміг продовжувати виконувати завдання та разом з «Могамі» та «Асасіо» рятував екіпаж «Мікуми», який того ж дня був нарешті добитий американською авіацією. Далі есмінці супроводжували лише «Могамі», який 14 червня зміг дістатись атола Трук у центральній частині Каролінських островів (ще до війни тут створили потужну базу японського ВМФ, з якої до лютого 1944-го провадили операції у цілому ряді архіпелагів). Після аварійного відновлення, проведеного за допомогою ремонтного судна «Акасі», есмінець 15—23 липня прямував до Сасебо, де до 20 жовтня проходив повноцінне відновлення.
По завершенні ремонту «Арасіо» вирушив до Рабаула — головної передової бази у архіпелазі Бісмарка, з якої провадились операції на Соломонових островах та Новій Гвінеї. На той час у цьому регіоні вже три місяці йшла важка битва за острів Гуадалканал і есмінець залучили до роботи «токійського експресу» — доставки підкріплень та припасів у зону активних бойових дій за допомогою швидкісних військових кораблів. Як наслідок, «Арасіо» 5 та 8 листопада 1942-го здійснив виходи до Гуадалканалу у складі великої групи есмінців.
Тим часом японське командування готувало проведення до острова великого конвою з підкріпленнями (що в підсумку вилилось у вирішальну битву надводних кораблів біля Гуадалканалу). За японським задумом, напередодні підходу транспортів два лінкори мали провести артилерійський обстріл аеродрому Гендерсон-Філд (за місяць до того така операція була здійснена доволі вдало), втім, у ніч проти 13 листопада біля Гуадалканалу цей загін перестріло американське з'єднання із крейсерів та есмінців, яке зазнало значних втрат, проте зірвало обстріл аеродрому. Як наслідок, був екстрено сформований інший загін для обстрілу аеродрому, а також загін дистанційного прикриття, який включав 2 важкі та 1 легкий крейсер під охороною «Арасіо» та ще одного есмінця. У ніч проти 14 листопада відбувся обстріл, а вже у денний час при відході від острова японські кораблі стали ціллю для літаків, втім, «Арасіо» не постраждав.
16 листопада 1942-го розпочався наступ союзників на район Буни-Гони на східному узбережжі півострова Папуа, причому японське командування і в цьому випадку могло надсилати підкріплення та припаси атакованому гарнізону лише за допомогою «токійського експресу». Як наслідок, в наступні кілька тижнів «Арасіо» чотири рази виходив з Рабаула у транспортні рейси до Буни — 22 листопада, 1, 8 та 11 грудня. При цьому третій рейс був скасований через дії ворожої авіації, а четвертий тривав аж до 14 грудня, оскільки з метою зменшення ризиків шлях проклали повз острови Адміралтейства (при цьому в останньому рейсі «Арасіо» все-таки отримав незначні пошкодження від близьких розривів).
16 грудня 1942-го «Арасіо» разом з трьома іншими есмінцями та легким крейсером вийшов для супроводу суден з військами для організації японської бази на Новій Гвінеї у Маданзі. Під час перебування в районі останнього крейсер був потоплений американським підводним човном, а есмінці 20 грудня прибули до Рабаулу.
26 грудня 1942-го «Арасіо» разом зі ще 5 есмінцями вийшов з Рабаула для доставки загону до центральної частини Соломонових островів на схід архіпелагу Нью-Джорджія (унаслідок несприятливого розвитку битви за Гуадалканал японці з листопада узялись за облаштування тут баз). Здійснивши 27 грудня висадку на якірній стоянці Вікхем (острів Вагуну), загін 28 грудня повернувся на базу.
2 та 10 січня 1943-го «Арасіо» брав участь у «токійському експресі» до Гуадалканалу, при цьому в першому рейсі він належав до загону прикриття (всього у ці дні з Шортленду на схід виходило 10 та 8 есмінців відповідно). А 26 січня 1943-го есмінець вийшов з Рабаула із завданням ескортувати транспорт, який віз артилерію на острів Коломбангара в нещодавно згаданому архіпелазі Нью-Джорджія.
1, 4 та 7 лютого 1943-го «Арасіо» у складі великого загону есмінців (всього залучили 20 кораблів цього класу) здійснив рейси з Шортленду для евакуації японських військ з Гуадалканалу, при цьому в останньому випадку він належав до групи прикриття.
13 лютого 1943-го «Арасіо» та ще один есмінець дивізії «Осіо» вийшли з Рабаула, ескортуючи два транспорти до Веваку (головна японська база на північному узбережжі Нової Гвінеї). 18 лютого вони полишили Вевак у північно-східному напрямку, ймовірно, ескортуючи мінний загороджувач «Шіратака». Вночі 20 лютого у районі за півтори сотні кілометрів на північний захід від островів Адміралтейства американський підводний човен потопив «Осіо», після чого «Арасіо» провів порятунок вцілілих та доправив їх у Рабаул (можливо відзначити, що «Арасіо» відбув з місця бою доволі швидко, так що частина моряків могла залишитись у воді).
Невдовзі «Арасіо» залучили до великої конвойної операції з доставки підкріплень та припасів на Нову Гвінею для гарнізону Лае (у глибині затоки Хуон). 28 лютого 1943-го конвой полишив Рабаул та попрямував на захід, а в період з 1 по 4 березня був повністю розгромлений ворожою авіацією в битві у морі Бісмарка. 3 березня «Арасіо» був уражений, втратив контроль над кермуванням та таранив танкер «Нодзіма» (унаслідок пошкоджень від авіації та зіткнення затоне тієї ж доби). Враховуючи стан «Арасіо», есмінець «Юкікадзе» зняв з нього 176 моряків, а 4 березня полишений корпус був добитий ворожою авіацією. В останньому поході на «Арасіо» загинули 72 особи.